# Săveni (Ialomița)
Săveni è un comune della Romania di 3 427 abitanti, ubicato nel distretto di Ialomița, nella regione storica della Muntenia.
Il comune è formato dall'unione di 2 villaggi: Frățilești e Săveni.